# Roches-lès-Blamont
Roches-lès-Blamont és un municipi francès situat al departament del Doubs i a la regió de Borgonya - Franc Comtat. L'any 2007 tenia 646 habitants.

## Demografia

### Població
El 2007 la població de fet de Roches-lès-Blamont era de 646 persones. Hi havia 250 famílies de les quals 44 eren unipersonals (12 homes vivint sols i 32 dones vivint soles), 93 parelles sense fills, 93 parelles amb fills i 20 famílies monoparentals amb fills.
La població ha evolucionat segons el següent gràfic:
Habitants censats

### Habitatges
El 2007 hi havia 265 habitatges, 252 eren l'habitatge principal de la família, 3 eren segones residències i 10 estaven desocupats. 235 eren cases i 29 eren apartaments. Dels 252 habitatges principals, 209 estaven ocupats pels seus propietaris, 40 estaven llogats i ocupats pels llogaters i 3 estaven cedits a títol gratuït; 5 tenien dues cambres, 27 en tenien tres, 61 en tenien quatre i 160 en tenien cinc o més. 217 habitatges disposaven pel capbaix d'una plaça de pàrquing. A 80 habitatges hi havia un automòbil i a 165 n'hi havia dos o més.

### Piràmide de població
La piràmide de població per edats i sexe el 2009 era:
| Homes | Edats   | Dones |
| ----- | ------- | ----- |
| 0     | 95 o +  | 0     |
| 0     | 90 a 94 | 0     |
| 0     | 85 a 89 | 4     |
| 0     | 80 a 84 | 0     |
| 0     | 75 a 79 | 8     |
| 20    | 70 a 74 | 12    |
| 12    | 65 a 69 | 20    |
| 16    | 60 a 64 | 8     |
| 16    | 55 a 59 | 24    |
| 20    | 50 a 54 | 24    |
| 20    | 45 a 49 | 12    |
| 28    | 40 a 44 | 28    |
| 32    | 35 a 39 | 32    |
| 16    | 30 a 34 | 12    |
| 8     | 25 a 29 | 24    |
| 16    | 20 a 24 | 8     |
| 16    | 15 a 19 | 20    |
| 32    | 10 a 14 | 4     |
| 20    | 5 a 9   | 20    |
| 8     | 0 a 4   | 28    |

## Economia
El 2007 la població en edat de treballar era de 427 persones, 312 eren actives i 115 eren inactives. De les 312 persones actives 290 estaven ocupades (160 homes i 130 dones) i 22 estaven aturades (13 homes i 9 dones). De les 115 persones inactives 64 estaven jubilades, 21 estaven estudiant i 30 estaven classificades com a «altres inactius».

### Ingressos
El 2009 a Roches-lès-Blamont hi havia 252 unitats fiscals que integraven 658,5 persones, la mediana anual d'ingressos fiscals per persona era de 20.023 €.

### Activitats econòmiques
Dels 13 establiments que hi havia el 2007, 1 era d'una empresa extractiva, 3 d'empreses de construcció, 3 d'empreses de comerç i reparació d'automòbils, 1 d'una empresa de transport, 1 d'una empresa financera, 2 d'empreses de serveis, 1 d'una entitat de l'administració pública i 1 d'una empresa classificada com a «altres activitats de serveis».
Dels 3 establiments de servei als particulars que hi havia el 2009, 1 era una lampisteria, 1 electricista i 1 perruqueria.
L'any 2000 a Roches-lès-Blamont hi havia 7 explotacions agrícoles que ocupaven un total de 404 hectàrees.

## Equipaments sanitaris i escolars
El 2009 hi havia 1 escola maternal i 1 escola elemental.

## Poblacions més properes
El següent diagrama mostra les poblacions més properes.